# Maria de Lourdes Fontão

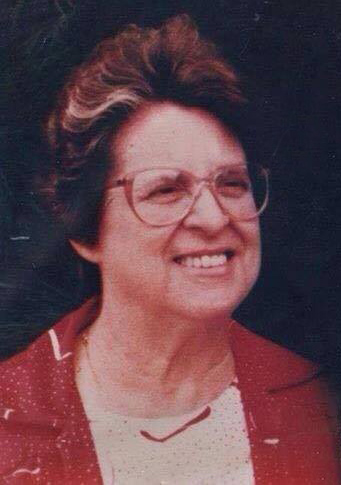
Lurdinha Fontão na Mariápolis, em 1988, pouco antes de seu falecimento.

A Serva de Deus Maria de Lourdes Benedicta Nogueira Fontão, mais conhecida como Lurdinha Fontão, nasceu em 01/03/1931 e foi professora, catequista, que dedicou-se à família e à Igreja na cidade natal de São José do Rio Pardo, interior de São Paulo.

## Família
Filha de Leonor do Prado Nogueira (dona Nenzinha) e de Waldemar Nogueira, herdou uma profunda devoção a Nossa Senhora, sendo confiada à Virgem Maria pela sua madrinha de batismo.
Dona Lurdinha (Lourdinha), como era conhecida, casou-se com o dentista Heber Pereira Fontão e teve 7 filhos: Heber Luís, Antônio Fernando (Tonico), Maria de Lourdes (Neca), Paulo Celso e João Bosco e Luiz Carlos e Terezinha, que não sobreviveram.
Faleceu 18/07/1988, num trágico acidente de carro voltando de um encontro do Movimento dos Focolares em Aparecida do Norte, no interior de São Paulo.
Seu corpo foi recebido na cidade com grande comoção. Seu velório (registrado à época em vídeo disponível no Youtube) foi marcado por muitas missas, e um cortejo fúnebre da Igreja de São Roque até a Paróquia de Nossa Senhora do Loreto, a qual ela ajudou a construir. Na ocasião, o bispo diocesano de São João da Boa Vista, Dom Tomás Vaquero solicitou ao prefeito e autoridades locais para que a dona Lurdinha fosse sepultada no altar da Igreja do Loreto e foi atendido, dizendo que "Aqui não estão restos mortais, mas sim relíquias de uma santa".

## Processo de Beatificação
Em 2021 recebeu o título de venerável Serva de Deus, através de processo de beatificação aberto no Vaticano, tendo seus restos mortais exumados e, após cerimônia com a participação da família e comunidade no Salão da Abadia de São Roque, seus restos mortais foram transladados para um sarcófago na Paróquia Santuário São Roque - Monges Cistercenses, em São José do Rio Pardo.

## Profecia sobre Dom Orani João Tempesta
Dona Lurdinha foi catequista nas comunidades rurais na região de São José do Rio Pardo/SP e um de seus alunos manifestou o interesse pelo sacerdócio, porém o garoto era o 9º filho de uma família humilde, que precisava de sua ajuda, inclusive financeira. Dona Lurdinha incentivou esse garoto e garantiu que ia ajudar sua família, indo todos os domingos levar a comunhão, inclusive ajudando financeiramente também.
Tempos depois, o jovem Orani João Tempesta, já Monge Cisterciense, na ocasião de sua ordenação sacerdotal em 07/12/1974, convidou a dona Lurdinha para ser sua madrinha de consagração. Foi neste momento que dona Lurdinha disse: "Esse meu menino vai ser padre, bispo e papa!". Segundo relatos do Dom Paulo Celso Demartini O. Cist., também aluno de catequese da dona Lurdinha, o jovem Orani na época a advertiu, mas ela repetiu algumas vezes suas profecia, feita mesmo antes dele se tornar padre.
Ocorre que o então padre Orani se tornou Abade de São José do Rio Pardo/SP, tempos depois Bispo de São José do Rio Preto/SP, depois Arcebispo de Belém/PA e em 2014 foi criado Cardeal do Rio de Janeiro.
Após a morte do Papa Francisco, Dom Orani é um dos cardeais brasileiros que vota e pode ser votado no Conclave iniciado dia 07/05/2025, que escolherá o novo Papa da Igreja Católica em Roma, na Capela Sistina.